# Jean-Baptiste Lamarck
Jean-Baptiste Pierre Antoine de Monet, rytíř de Lamarck (1. srpna 1744 – 18. prosince 1829) byl francouzský přírodovědec a autor první ucelené evoluční teorie (lamarckismu). Poprvé použil termín bezobratlí a patřil k těm, kteří poprvé použili termín biologie. V roce 1779 byl jmenován členem akademie věd. 
 Jeho jméno nese měsíční kráter Lamarck a ostrov Lamarck v Antarktidě.

## Život
Jean-Baptiste Lamarck se narodil v malé obci v Pikardii 1. srpna 1744 jako 11. dítě v rodině Philippe Jacquesa de Moneta de La Marck a Marie-Françoise de Fontaine de Chuignolles v Bazentinu-le-Petit. Rodina patřila k nižší šlechtě. Jean-Baptiste se měl stát duchovním, od 11 let navštěvoval jezuitskou školu v Amiens. Po smrti svého otce v roce 1759 odešel do armády. Zúčastnil se sedmileté války a poté sloužil v různých pevnostech na východní hranici Francie i na pobřeží Středozemního moře. V roce 1768 odešel z armády ze zdravotních důvodů. Poté pracoval v jedné z pařížských bank a v letech 1770 až 1774 studoval medicínu, studium však nedokončil. Během studií se seznámil s vědeckou elitou Francie, především s botaniky Bernardem de Jussieu a Antoine-Laurentem de Jussieu a zoologem Georgesem-Louisem Leclercem de Buffon.

## Dílo
Philosophie zoologique (1809) – obsahuje vysvětlení a rozvedení jeho pojetí evoluce.
Podle jeho představ probíhá evoluce tak, že organismus se během života adaptuje na své prostředí a vylepšení, která si tak vytvořil, předává svým potomkům (jedinci, kteří budou celý život běhat, budou mít potomstvo se silnýma nohama). Toto pojetí později zatlačila do pozadí teorie Darwinova.
Definitivně byly Lamarckovy představy o evoluci odmítnuty poté, co se ve 20. století podařilo získat větší vhled do rozmnožování a dědičnosti organismů.
Někteří vědci připouští, že v určitých případech jím obhajované principy mohou fungovat – avšak pouze u jednobuněčných organismů a jen v některých případech. Tento názor má ale řadu odpůrců. Nově se ovšem potvrdil epigenetický přenos některých získaných vlastností na potomky i u obratlovců.

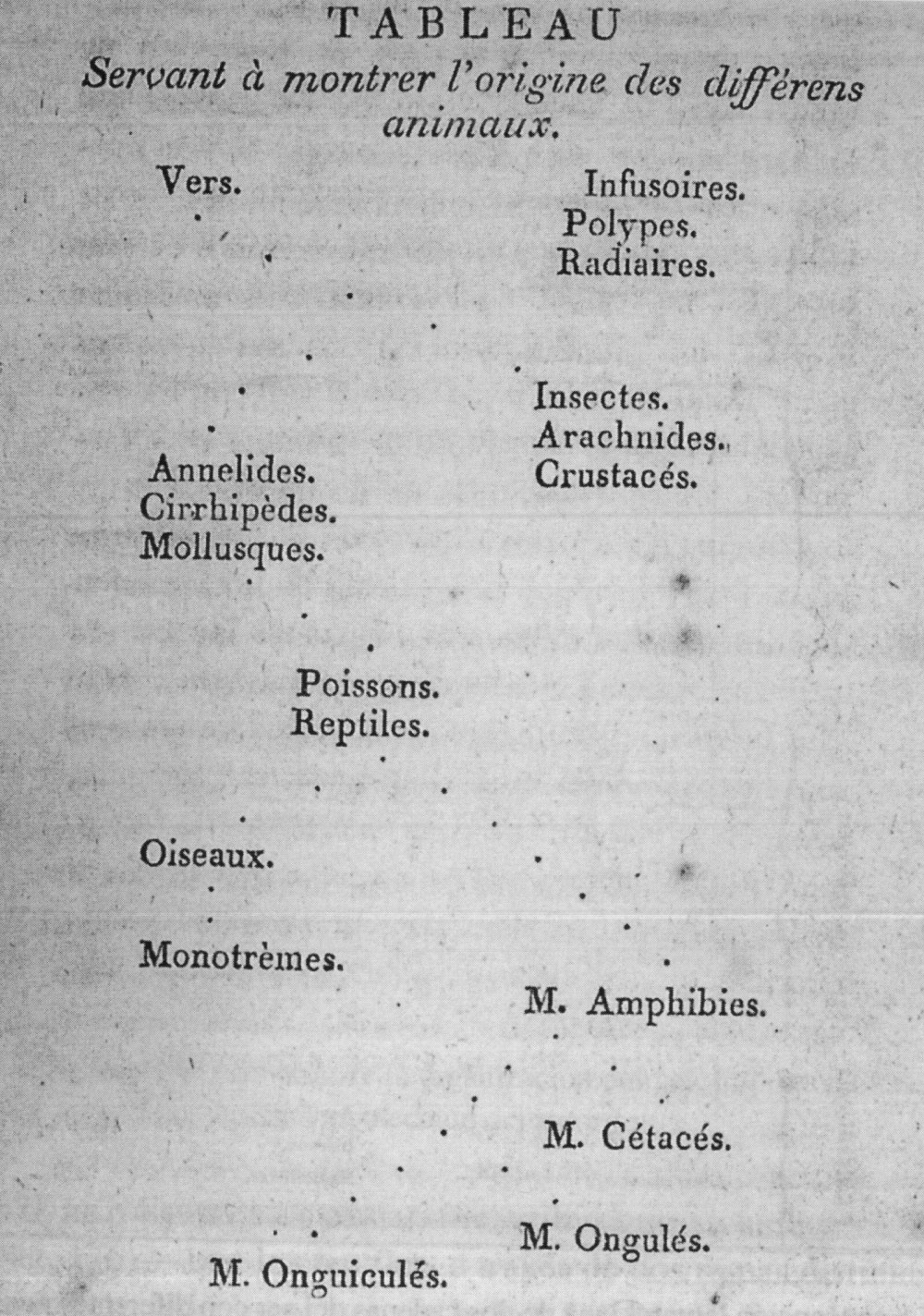